# مسار محمي للحافلات

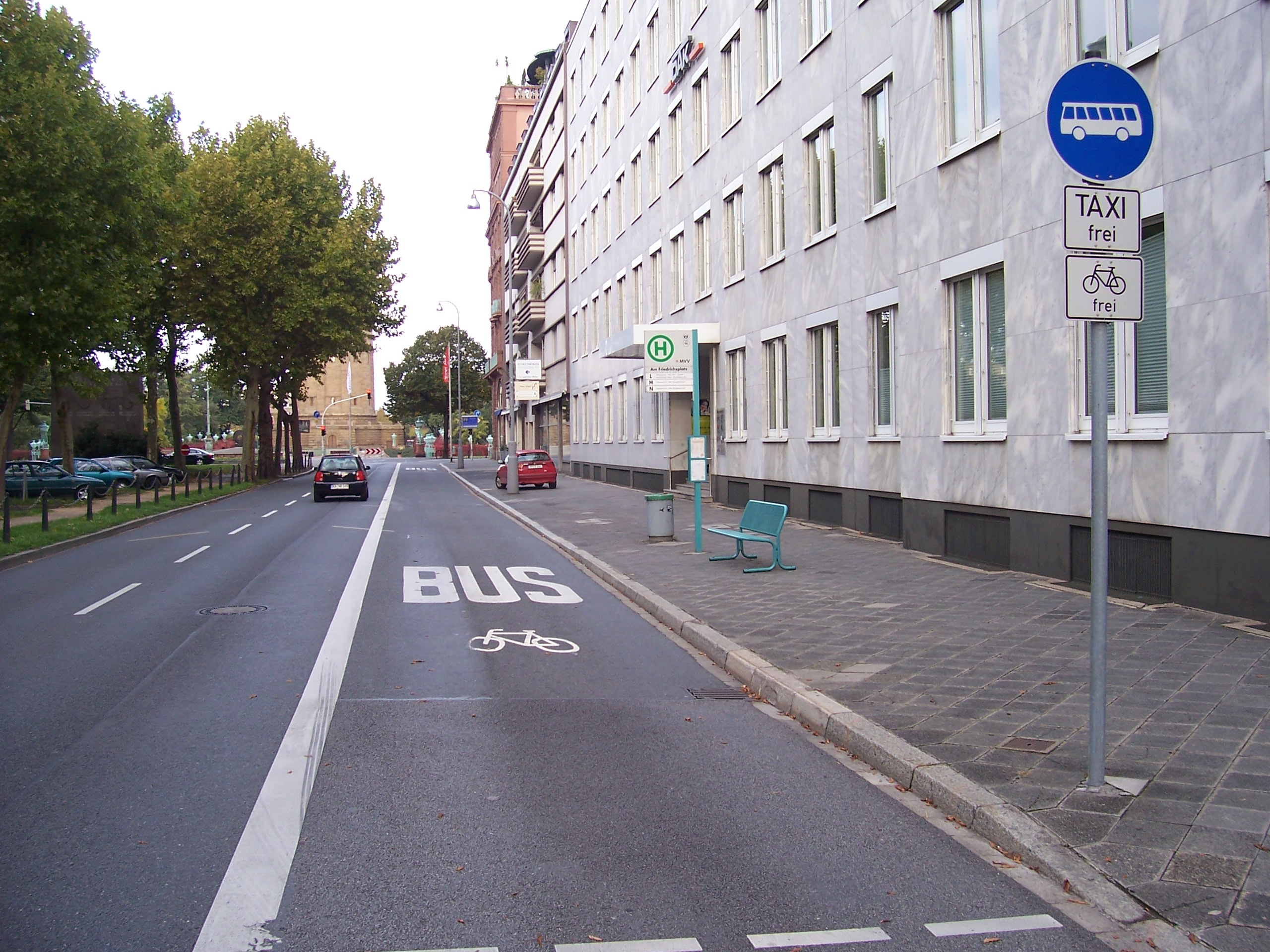

المسارات المحمية للحافلات تقنين لحارة مرورية خاصة على طريق ما، غالبا في المناطق الحضرية، تخصص لسير الحافلات فقط. والغرض منها أن تسير خطوط الحافلات دون اضطراب توقيتها بسبب اكتظاظ المرور في ساعات الذروة. وتُمثل جزء أساسيا من شبكات النقل الجماعي (المواصلات العامة).
والمسار المحمي للحافلات عادة ما هو إلا مساحة مخصصة على الطريق، بخلاف الحافلات السريعة التي تسير في حيز خاص بها لكامل مسافتها (كأنها قطار).